# Африканский марабу
Африканский марабу (лат. Leptoptilos crumeniferus) — птица из семейства аистовых, наиболее крупный его представитель.
Распространён на большей части территории Африки к югу от Сахары. Обитатель саванн и других открытых пространств. Типичный падальщик.

## Описание
Наиболее крупный представитель отряда аистообразных: длина 115—152 см, размах крыльев 225—287 см, масса 4—8,9 кг. У отдельных экземпляров размах крыльев может достигать 320 см.  Самцы в среднем крупнее самок. Внешность характерна для большинства пернатых падальщиков: голые, покрытые редким волосовидным оперением голова и шея, хорошо развитый пуховой воротник на плечах.
Бросается в глаза крупный массивный клюв, длина которого может достигать 34,6 см; у отдыхающей птицы он обычно покоится на раздувающемся мясистом выступе шеи — горловом мешке, или так называемой «подушке». Кожа на неоперённых участках тела розового цвета, с чёрными пятнами в передней части головы. Верхняя часть оперения аспидно-серая, нижняя белая. Радужка тёмная — один из отличительных признаков африканского марабу в сравнении с родственными видами. Молодые птицы отличаются более тусклым верхом и большим количеством перьев на воротнике. Потревоженная птица издаёт низкие хриплые каркающие звуки.

## Распространение
Африканский марабу широко распространён в Африке от Сенегала и Гамбии к востоку до Эритреи и Сомали, к югу до южноафриканской провинции Квазулу-Натал и региона Трансвааль. Северная граница ареала проходит к югу от Сахары через южный Мали, южный Нигер, южный Судан и южную Эфиопию. На большей части ареала многочисленная, местами обычная птица. Менее других аистов зависит от обязательного наличия водоёма, однако при подходящих кормовых условиях охотно селится на его берегах. Населяет засушливые саванны, степи, болота, открытые долины богатых рыбой рек и озёр, в том числе пересыхающие. Сомкнутых лесных массивов и пустынь избегает. Зачастую населяет антропогенные ландшафты, гнездится даже в крупных городах — например, в центральных районах Кампалы. В условиях населённых пунктов обычно ассоциируется со свалками бытовых отходов, скотобойнями, предприятиями переработки рыбы.
При достатке корма ведёт оседлый образ жизни — в частности, это относится к обитателям городов. На северной и южной периферии ареала, где идёт чередование дождливых и засушливых сезонов, после окончания гнездового периода откочёвывает в сторону экватора. Случайные залёты отмечены в Израиле.

## Питание
Африканский марабу известен прежде всего как птица-падальщик, что ассоциирует его скорее с грифами Старого Света, нежели с другими аистами (ещё один вид марабу — индийский также известен как падальщик). Несмотря на кормовую конкуренцию, эти дальнородственные группы птиц неплохо дополняют друг друга: мощный и острый клюв аиста позволяет пробивать толстую шкуру павшего животного, в то время как крючкообразный клюв грифов хорошо приспособлен для разрывания её на части. В то же время прилетающий на трапезу марабу обычно отпугивает собравшихся на неё грифов, как более сильная птица, способная своим клювом поранить конкурента. Пищеварительная система марабу способна переваривать крупные кости.
Но, несмотря на репутацию, на самом деле африканский марабу является всеядным животным. Помимо поедания падали, аист охотится на некрупных грызунов, рыбу, змей, лягушек, ящериц, саранчу, термитов; охотится на птенцов других птиц, также разоряет он и гнёзда мелких птиц. Урбанизация и рост численности населения Африки благоприятно сказались на популяции марабу: выполняя роль санитара-мусорщика, он часто кормится на свалках населённых пунктов пищевыми отбросами.
В поисках корма марабу так же, как и грифы, парит в небе, высматривая добычу. Образуя стаи, нередко концентрируется в местах скопления крупных копытных животных. Способ охоты на рыбу аналогичен таковому у аистов-клювачей. Птица неподвижно стоит на мелководье и держит полуоткрытый клюв погружённым в воду. Нащупав проплывающую добычу, клюв моментально захлопывается.

## Размножение
Приступает к размножению в возрасте 6—7 лет. В областях с чередованием сезонов приступает к гнездованию в засушливое время года, в то время как выводит птенцов уже в дождливое. Образует смешанные колонии, состоящие от 20—60 до нескольких тысяч пар, вместе с розовоспинным пеликаном, белобрюхим аистом, африканским клювачом и другими крупными птицами. Одни и те же колонии сохраняются длительный период времени — известны случаи использования одной территории более 50 лет подряд. Как правило, птица устраивает гнездо на высоких деревьях, таких как баобаб, Milicia excelsa и некоторых других, на расстоянии 10—30 м от земли. Как и у чёрного аиста, иногда гнездо может быть расположено на уступе отвесного утёса.
Гнездо из сучьев, диаметром около метра и глубиной лотка около 30 см. В кладке 2—3 матово-белых яйца размером 84,5×62 мм. Насиживание обоими птицами пары 29—31 (в среднем 30,3) сутки. Период ухаживания за птенцами чрезвычайно долгий — около 135 дней. На 17-й день подросший птенец прямо стоит в гнезде и размахивает крыльями, через 110—115 дней начинает летать. Марабу нередко содержатся в зоопарках, в неволе доживают до 25 лет.